# Amphipoea sera
Amphipoea sera là một loài bướm đêm trong họ Noctuidae.